# Teddy Billington
Edwin "Teddy" Billington (Southampton, Anglaterra, 14 de juliol de 1882 - Pine Brook, agost de 1966) va ser un ciclista estatunidenc que va córrer a primers del segle xx.
Va prendre part en els Jocs Olímpics de Saint Louis de 1904, en què guanyà la medalla de plata a la cursa de la mitja milla i la de bronze a les del quart, terç i una milla.